# Avion militar

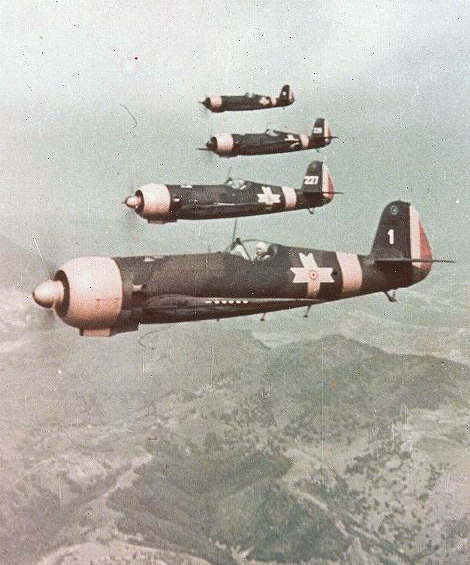
Patrulă de IAR 80 într-un zbor de antrenament

Un avion militar este un avion construit și folosit în scopuri militare. Printre categoriile acestuia se pot distinge două categorii principale: Avioanele de luptă dotate cu armament ofensiv, ca de exemplu bombardierul, avionul de vânătoare, avionul de luptă multirol și avioanele de suport, care nu sunt dotate cu armament ofensiv eventual sunt dotate cu armament defensiv: avionul de recunoaștere.
Această definiție se aplică de asemenea și elicopterelor de luptă și pentru sprijin aerian sau sol.
Aviația militară a fost dezvoltată la mijlocul Primului Război Mondial, la un deceniu de la primul zbor. În cel de-al Doilea Război Mondial a devinit o componentă esențială a strategiei și tacticii militare.
Forțele armate din multe țări au o componentă aeriană (forța aeriană) dedicată misiunilor militare aeriene, avioanele militare putând fi alocate altor componente ale unei forțe armate, de exemplu o forță navală poate avea aviație navală.

## Istoric

### Primul Război Mondial

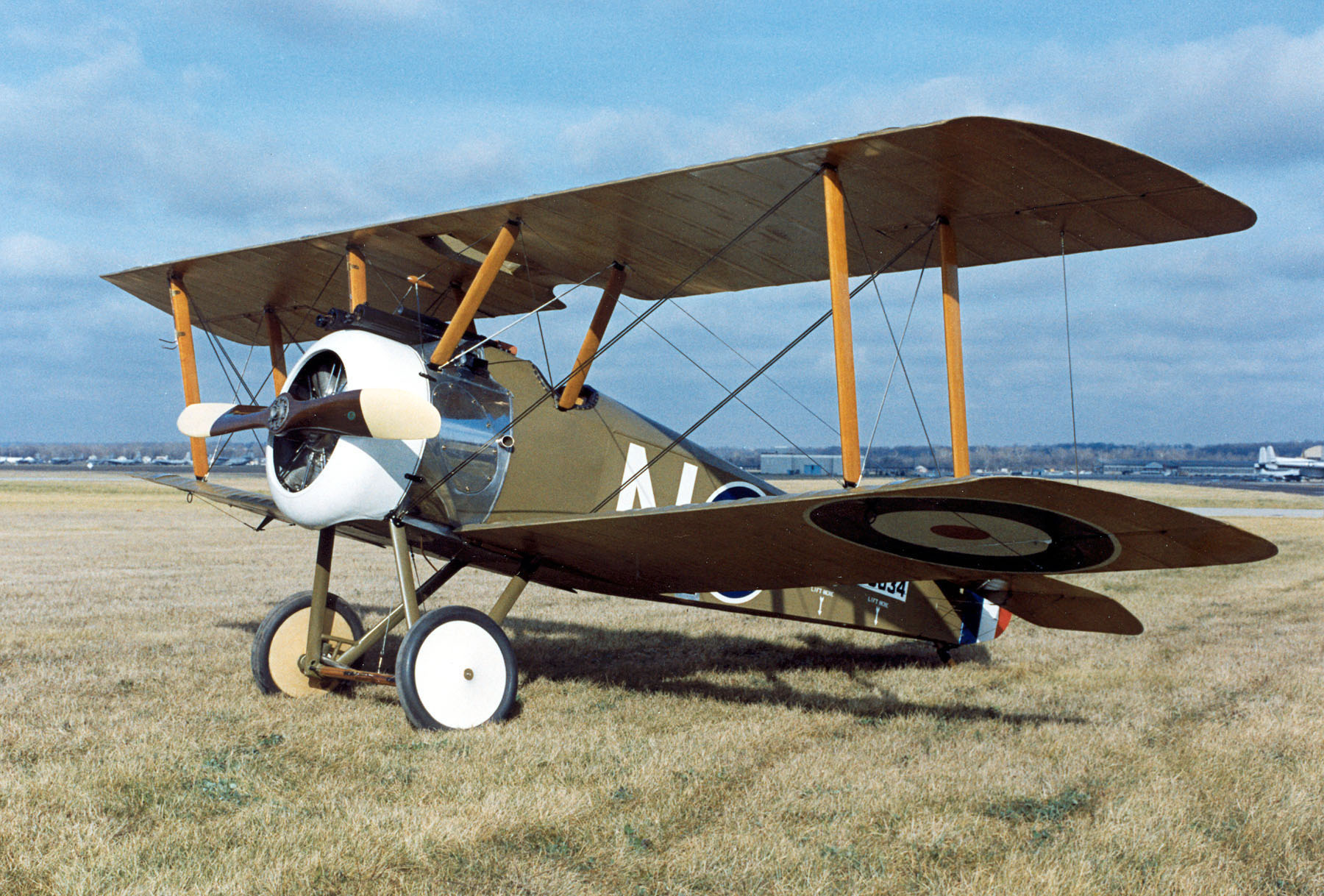
Sopwith Camel

Avionul a apărut cu doar câțiva ani înainte de Primul Război Mondial, fiind utilizat rapid de armată. Primele misiuni au fost asemănătoare cu cele ale baloanelor folosite anterior, și anume recunoașterea și ajustarea focului de artilerie, apoi efectuarea unor bombardamente ușoare. Primele avioane de vânătoare erau folosite pentru a preveni și a contracara misiunile inamice.
Lupta aeriană s-a născut la începutul Primului Război Mondial, ca urmare a frustrării echipajelor de avion din cauza avioanelor de recunoaștere inamice care traversau spațiul aerian, fără a putea lupta împotriva acestora. La început avioanele care se angajau în lupte aeriene foloseau puști, inclusiv pistoale. Foarte repede, germanii au început să folosească puterea mitralierei, iar cel de-al doilea om din echipaj, observatorul devenea, de asemenea, pistolar după montarea unei turele, ca suport pentru mitralieră.

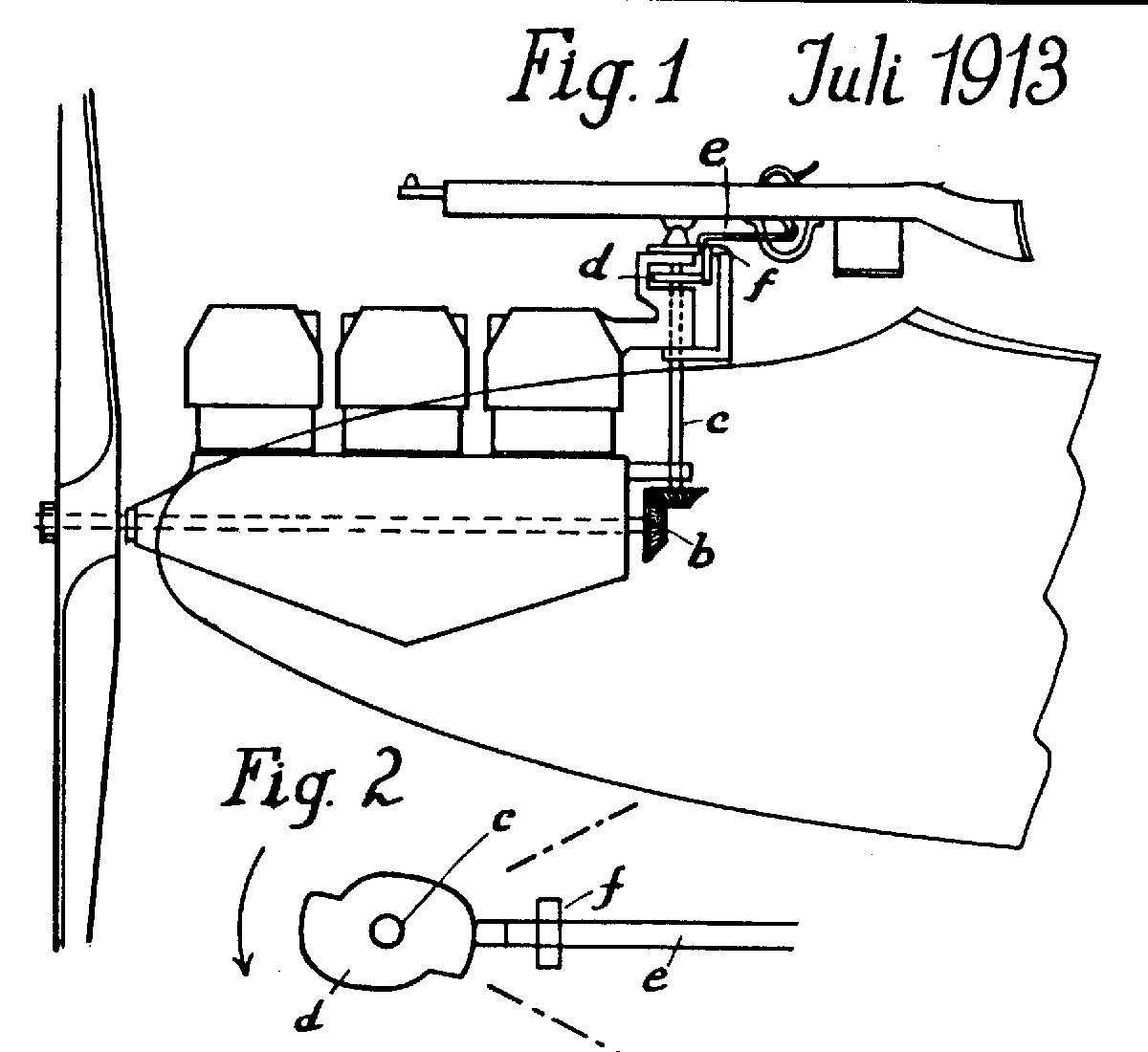
Licența Schneider pentru sincronizare mitralieră-elice

Exista totuși o problemă tehnică, pentru că, din cauza rotirii elicei, nu se putea trage în față. Francezul Roland Garros, a conceput un sistem care depășește această dificultate după ce a tras cu un revolver printr-un ventilator și apoi a observat că puține proiectile au lovit lamele. El a montat o mitralieră pe capotă și mecanicul a pus niște piese metalice pe elice pentru a deflecta cele câteva gloanțe care ar putea deteriora elicea. După capturarea avionului său în stare bună și interogarea lui de către germani, ideea a fost preluată de Anthony Fokker, care a decis să-l îmbunătățească proiectând o blocare mecanică a loviturii când o lamă a elicei se afla în fața țevii mitralierei. Sincronizarea focului mitralierei cu elicea a dat naștere avionului de vânătoare.

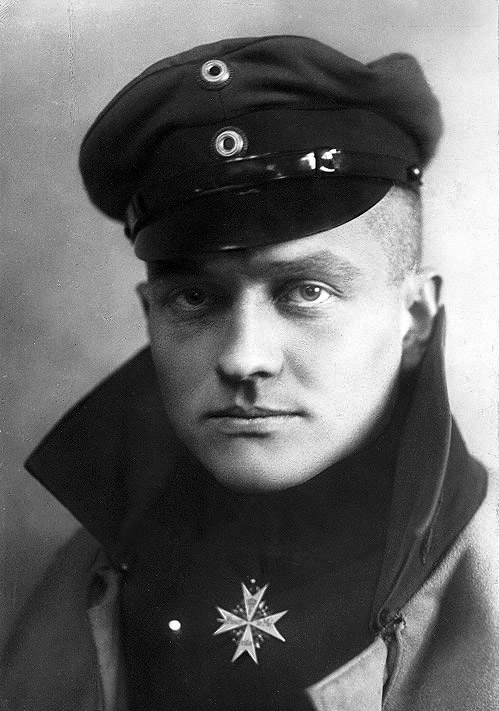
Manfred von Richthofen

Perioada Primului Război Mondial a fost perioada de glorie pentru avioanele de vânătoare. 
Avioane de vânătoare celebre: Sopwith Camel, Royal Aircraft Factory S.E.5, Fokker Dr.1., Albatros D.III., Fokker D.VII și D.VIII.
Piloți celebri: Manfred von Richthofen 80 victorii aeriene, René Paul Fonck 75 victorii aeriene, Ernst Udet 62 victorii aeriene, Eddie Rickenbacker 26 victorii aeriene, Alexander Kazakov 17 victorii aeriene, Julius Arigi 32 victorii aeriene.
Vezi și 

 • Aviația în Primul Război Mondial

 • Listă de piloți ai aviației militare române de la începuturi până la sfârșitul Primului Război Mondial

 • Lista piloților din timpul Primului Război Mondial creditați cu mai mult de 20 de victorii

### Industria aeronautică românească
Conform planului de reînarmare din 1935, un rol important a fost acordat dezvoltării industriei aeronautice românești, care a început fabricarea mai multor tipuri de avioane, accentul fiind pus pe aparatele militare de antrenament, recunoaștere, vânătoare și bombardament. 
În dotarea aviației române existau, în iunie 1941, o serie de avioane importate în perioada interbelică, când principalii furnizori au fost Franța, Italia, Polonia și Marea Britanie. La acestea s-au adăugat, începând cu anul 1937, și avioane germane. Inițial, acestea erau avioane de antrenament, apoi materialul german, pe măsura apropierii de momentul intrării României în război, a devenit tot mai divers. La sfârșitul anului 1939, în momentul în care cel de-Al Doilea Război Mondial era deja în desfășurare, aviația militară română avea 276 de avioane de luptă: 82 de avioane de recunoaștere și observație (I.A.R. 37, I.A.R. 38, I.A.R. 39); 121 de avioane de vânătoare (P.Z.L. 11, Heinkel 112 și Hurricane), 34 de avioane de bombardament ușor (Potez 64 și Bristol-Blenheim) și 18 hidroavioane (Savoia).

### Producători de avioane militare
Compania ”Hawker Aircraft Limited” a produs unele dintre cele mai de succes avioane militare. Fury a fost un biplan de dimensiuni mici. A zburat prima dată în 1931 și a intrat în serviciul RAF (Royal Air Force) în același an. Pentru mai mulți ani, a fost principalul avion de vânătoare al britanicilor, fiind înlocuit în 1937 de Gloster Gladiator.

## Categorii

### Avioane militare de luptă
- avion de vânătoare
  - avion de interceptare
  - avion de superioritate aeriană
  - avion de luptă multirol
- avion de atac la sol
- bombardier
- avion greu detectabil
- avion fără pilot

### Avioane militare cu rol auxiliar
- avion cisternă
- avion de antrenament
- avion de transport
- Avion de recunoaștere sau spionaj
- balon de observație
- planor militar

## Altele
- Lista avioanelor militare din cel de-al Doilea Război Mondial
- Listă de avioane militare
- Listă de avioane de atac și bombardament